# Étienne Tshisekedi
Étienne Tshisekedi (Luluabourg —ahora Kananga—, Kasai-Occidental; 14 de diciembre de 1932-Bruselas, Bélgica; 1 de febrero de 2017) fue un político congoleño que lideró el partido político Unión para la Democracia y el Progreso Social (UDPS). Fue primer ministro en tres ocasiones cuando la denominación del país era Zaire.

## Biografía
Estudió en la Escuela de Leyes de Leopoldville (ahora Kinshasa). En las décadas de 1960 y de 1970, ocupó diversos puestos de responsabilidad durante la presidencia de Mobutu Sese Seko. Sus críticas contra la corrupción política y la dictadura provocaron su encarcelamiento, siendo liberado y detenido en múltiples ocasiones desde entonces.
El 15 de febrero de 1982 cofundó la Unión para la Democracia y el Progreso Social (UDPS), partido político del que fue líder hasta su fallecimiento. Sus propósitos declarados fueron alcanzar la democracia por vías pacíficas.
El final de la guerra fría llevó al gobierno de Mobutu a perder buena parte de las ayudas occidentales que sostenían al régimen. El presidente inició un proceso de democratización y Tshisekedi fue nombrado primer ministro en tres ocasiones: treinta y dos días, del 29 de septiembre de 1991 al 1 de noviembre del mismo año; siete meses desde el 15 de agosto de 1992 al 18 de marzo de 1993 y, durante la segunda guerra del Congo, mientras que las tropas de Laurent Kabila avanzaban hacia la capital, una semana desde el 7 al 19 de abril de 1997. Poco después Mobutu fue depuesto por Kabila, quien asumió la presidencia como dictador.
Tshisekedi, poco después de la victoria de Kabila, fue detenido en junio, y en febrero de 1998, siendo condenado el arresto a nivel de instituciones internacionales y organizaciones de derechos humanos.
En 2006, Tshisekedi se opuso a la celebración de las elecciones previstas para el 31 de julio por considerar que no se dan las condiciones de libertad y democracia mínimas.
El 1 de febrero de 2017 murió a la edad de 84 años.
Después de problemas con el gobierno, el cuerpo de Tshisekedi volvió a Kinsasa después de estar 2 años en Bélgica. El 30 de mayo ha llegado oficialmente.